# Tyrone
Tyrone település az Amerikai Egyesült Államok Pennsylvania államában, Blair megyében. Lakosainak száma 5480 fő (2020. április 1.).

## Népesség
A település népességének változása:

| 2010 | 5 477 |
| 2020 | 5 480 |